# A Matter of Life and Death
A Matter of Life and Death (englisch für „Eine Angelegenheit um Leben und Tod“) ist das 14. Studioalbum der britischen Heavy-Metal-Band Iron Maiden. Es erschien am 25. August 2006 in Europa und am 5. September in den USA. Produzent des Albums war Kevin Shirley. Aufgenommen wurde es, wie schon das vorangegangene Album Dance of Death, in den Sarm West Studios in London. Eine anschließende Welttournee startete am 4. Oktober 2006 im New England Dodge Music Center – Hartford in den USA.

## Hintergrund
Iron Maiden blieb der markanten Linie treu und veröffentlichte auch auf A Matter of Life and Death wieder Songs mit konkretem historischen Hintergrund, wobei die zeitgemäßen Themen Krieg und Konflikte das Album prägen.
These Colours Don’t Run beschreibt die Eindrücke von Soldaten in Kriegsgebieten. Brighter Than a Thousand Suns nimmt Bezug auf die erste Atombombe, die von Wissenschaftlern, die bei der Explosion dabei waren, als „heller als tausend Sonnen“ beschrieben worden war. Mit The Longest Day lieferten Iron Maiden einen weiteren Song mit geschichtlichem Hintergrund. Die Operation Overlord der Amerikaner im Juni 1944 und der damit einhergehende Sturm auf die Omaha Beach werden hier thematisiert.

## Titelliste
1. Different World (Adrian Smith, Steve Harris) – 4:17
2. These Colours Don’t Run (Adrian Smith, Steve Harris, Bruce Dickinson) – 6:52
3. Brighter Than a Thousand Suns (Adrian Smith, Steve Harris, Bruce Dickinson) – 8:44
4. The Pilgrim (Janick Gers, Steve Harris) – 5:07
5. The Longest Day (Adrian Smith, Steve Harris, Bruce Dickinson) – 7:48
6. Out of the Shadows (Bruce Dickinson, Steve Harris) – 5:36
7. The Reincarnation of Benjamin Breeg (Dave Murray, Steve Harris) – 7:21
8. For the Greater Good of God (Steve Harris) – 9:24
9. Lord of Light (Adrian Smith, Steve Harris, Bruce Dickinson) – 7:23
10. The Legacy (Janick Gers, Steve Harris) – 9:20

## Singleauskopplungen

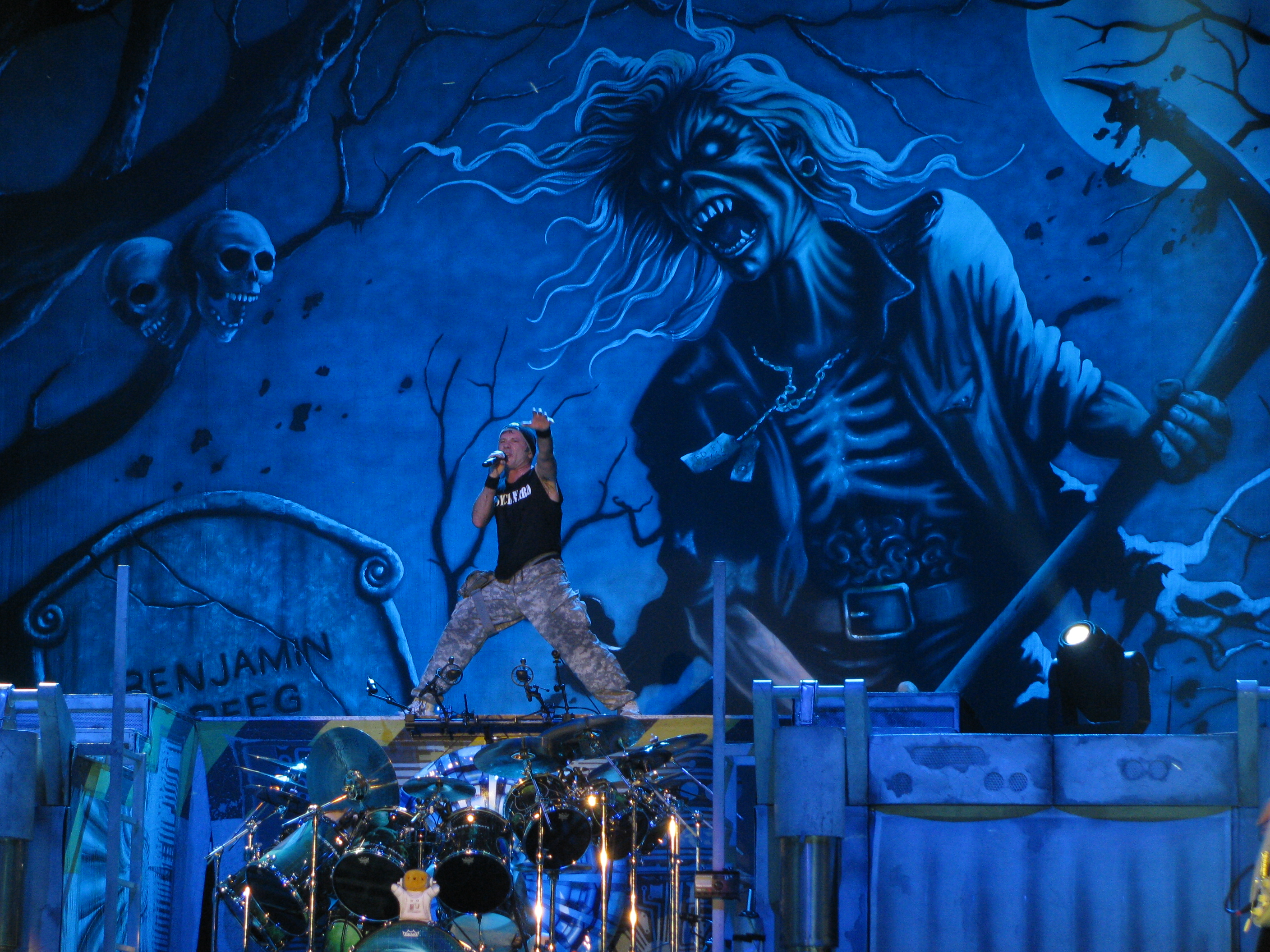
Iron Maiden live 2010, im Hintergrund das Artwork der Single Benjamin Breeg

Am 10. August 2006 erschien Different World auf der Internetseite, wo später auch Brighter Than a Thousand Suns vorgestellt wurde.

### The Reincarnation of Benjamin Breeg
Die erste Single des Albums war The Reincarnation of Benjamin Breeg. Diese erschien noch vor dem Album am 11. August 2006 und wurde vorab als Videoclip auf der Homepage der Band verfügbar gemacht. Neben dem Titellied enthielt die Single noch Hallowed Be Thy Name aus einer Radiosession für den britischen Sender BBC. Es gab außerdem noch eine limitierte 10-inch zu erwerben, die die Lieder The Trooper und Run to the Hills aus ebendieser Session enthielt.

#### Titelliste
1. The Reincarnation of Benjamin Breeg – 7:20
2. Hallowed Be Thy Name (Radio 1 Legends Session) – 7:07

### Different World
Different World war die zweite Single des Albums. Sie erschien in fünf Versionen. Die US- und die europäische Version unterscheiden sich in den beigefügten Liedern. Die US-Version enthält zwei Lieder aus den Radio One Sessions, während die europäische Version das Lied Iron Maiden in einer Liveversion aus Kopenhagen 2006 enthält. Zusätzlich wurde in Europa eine Version mit DVD veröffentlicht, diese enthält eine Focus-Coverversion namens Hocus Pocus und als Livesong von der Kopenhagen-Show The Reincarnation of Benjamin Breeg. Eine digitale Version der Single enthält ein Interview mit Steve Harris. Des Weiteren wurde eine 7-inch-Version als Picture Disc veröffentlicht.

## Erfolge
Mit A Matter of Life and Death erreichte die Band zum ersten Mal die Nr. 1 der deutschen Media-Control-Charts für Alben und schaffte es mit 56.000 verkauften CDs auf Platz 9 der Top 10 der US-Albencharts.
Am 2. Oktober 2006 wurde von EMI in Finnland der Platin-Status des Albums bekanntgegeben. Hierfür waren 30.000 verkaufte Tonträger notwendig.
An den Singles zum Album war Different World in Großbritannien besonders erfolgreich, wo das Lied mit Platz 3 in den Charts den größten Erfolg seit Be Quick or Be Dead aus dem Jahr 1992 (Album Fear of the Dark) darstellte. In Deutschland erreichte diese Single allerdings nur maximal Platz 39, konnte sich aber sechs Wochen lang in den Top 100 halten. Die Single Different World, die in Deutschland wesentlich später als das Album veröffentlicht wurde, erreichte noch einmal Platz 40 und blieb fünf Wochen in den Top 100.

## Trivia
Mit A Matter of Life and Death liegen nach Piece of Mind, The X Factor und Virtual XI nun vier Studioalben der Band vor, die nicht nach einem auf ihnen vertretenen Titel benannt wurden.
Der Titel The Reincarnation of Benjamin Breeg lässt die Frage aufkommen, wer Benjamin Breeg überhaupt ist. In zeitlicher Nähe zur Veröffentlichung von A Matter of Life and Death ging eine Internetseite – scheinbar von seinem Verwandten A. Breeg betrieben – online, auf der sein Leben beschrieben wurde: Ein Künstler aus Ost-London, der 1978 auf mysteriöse Weise verschwand. Dies führte zunächst zu Spekulationen unter den Fans. Bei genauerer Betrachtung stellt man fest, dass vieles aus seinem Leben Anspielungen auf Iron-Maiden-Lieder, ihre Bandgeschichte, oder persönliche Eigenschaften von Mitgliedern ist. So ist er z. B. am Tag der britischen Kriegserklärung an Deutschland geboren, eines seiner Gemälde sieht dem Maskottchen Eddie ähnlich, er hatte Albträume in seiner Kindheit wie Steve Harris und verschwand kurz vor dem Erscheinen der Soundhouse-Tapes. Es wird davon ausgegangen, dass diese Internetseite als Scherz von Iron Maiden selber gemacht wurde, und Benjamin Breeg fiktiv ist.

## Rezensionen
- Metal.de
- Powermetal.de
- Metal Glory
- A Matter of Life and Death bei laut.de
- bloodchamber.de